# J·波萨达斯
奥梅罗·罗慕洛·克里斯塔利·弗拉斯内利（西班牙語：Homero Rómulo Cristalli Frasnelli；1912年1月20日—1981年5月14日），化名J·波萨达斯（J. Posadas），有時作胡安·波萨达斯（Juan Posadas），阿根廷托洛茨基主义理论家、第四国际波萨达斯主义者的创始人和精神领袖、拉普拉塔大学生足球俱乐部球员、鞋匠。他的政治思想被称为波萨达斯主义。

## 早年生活
波萨达斯出生在阿根廷南部城镇马特拉的一个意大利移民家庭，在布宜诺斯艾利斯的极度贫困中长大，至少有9个兄弟姐妹。在他的母亲去世后，他和兄弟姐妹不得不通过向邻居乞讨，打零工挣钱勉强糊口。营养不良给他留下了永久性的健康问题，但也影响了他对资本主义的看法 。 
他年轻时曾作为一名球员效力于拉普拉塔大学生足球俱乐部，并因此出名。1930年代，他在科尔多瓦当鞋匠，还组织了鞋匠和皮革工人工会。 
在此期间，他作为工人社会党候选人参加布宜诺斯艾利斯省议会选举。随后，他加入了社会主义革命党，该党于1941年加入第四国际，但很快就衰落了。1947年，他联合其他同志成立了“第四国际小组”，这是一个由信仰托洛茨基主义的工人阶级激进分子组成的小圈子。

## 思想

### 核战争
在第四国际波萨达斯主义者的创始会议上，该组织宣称：“原子战争是不可避免的。它将摧毁一半的人类：它将摧毁巨大的人类财富。这是很有可能的。核战争将在地球上引发一场真正的地狱。但它不会妨碍共产主义……我们正在准备一个阶段，在核战争之前，我们将为权力而斗争；在核战争期间，我们将为权力而斗争并将掌握权力。核战争没有开始，只有结束，因为核战争是全世界同时发生的革命，而不是连锁反应，同时发生的。同步并不意味着同一天，同一时间。伟大的历史事件不应以小时或天来衡量，而应以时期来衡量……工人阶级将保持自己的地位，[并且]将立即寻求其凝聚力和中央集权……
破坏开始后，所有国家都会出现群众——在短时间内，在几个小时内。资本主义无法在原子战争中为自己辩护，除非将自己置身于洞穴中并试图摧毁它所能摧毁的一切。相比之下，群众要出来，必须出来，因为这是生存的唯一途径，打败敌人......资本主义的机器，警察，军队，将无法抵抗......必须立即组织工人的力量。”-
波萨达斯曾写道：
|  | 核战争同时是一场革命战争。这将对人类造成巨大破坏，但不会降低人类的意识水平。人类将通过原子战迅速进入新的人类社会——社会主义。 |

### 星际共产主义
波萨达斯认为，星际革命是有可能发生的，基于20世纪频繁发生的不明飞行物目击事件，他认为人类社会的生产力已经发展可以捕捉到UFO对地球的突然造访的程度，这其实昭示着星际联系已经发生，波萨达斯进而指出，星际联系未来必然密切到像今天的国际联系这样的程度，那时正如托洛茨基否定一国社会主义论，一球建成社会主义也是不可能的；其在1968年的演讲中提到（也是唯一一次），外星人如果能够进行星际旅行的话，必然处于更高级的社会状态，不会像人类的社会那样充满各种各样的问题，人类与外星人发生接触时，应当尽可能团结外星人（如果他们存在的话），以便于他们来支援、解决地球的问题。